# Tham số quỹ đạo
Các tham số quỹ đạo là các tham số cần để mô tả một quỹ đạo.

Quỹ đạo Kepler.

## Tham số quỹ đạo Kepler

### Mô tả quỹ đạo Kepler
Quỹ đạo Kepler (đường màu đỏ trong hình vẽ) là quỹ đạo của một quả cầu khối lượng m bay quanh quả cầu khối lượng B tuân thủ các định luật Newton và tương tác với nhau bằng lực hấp dẫn. Quỹ đạo này có hình elíp, một tâm của nó trùng với vật B, nằm trên một mặt phẳng gọi là mặt phẳng quỹ đạo. Mặt phẳng này không nhất thiết trùng với mặt phẳng tham chiếu, tức là mặt phẳng x-y của hệ tọa độ Descartes x-y-z đang dùng trong định vị các vật thể. Tâm của hệ tọa độ này thường trùng với tâm quả cầu B. Để miêu tả quỹ đạo của các hành tinh trong Hệ Mặt Trời, người ta hay chọn hệ tọa độ hoàng đạo, có mặt phẳng tham chiếu là mặt phẳng hoàng đạo, tâm tại Mặt Trời và trục x trùng với phương nối Mặt Trời và Trái Đất khi Trái Đất ở vị trí xuân phân. Do vậy trục x trên mặt phẳng tham chiếu thường gọi là hướng xuân phân.
Một số khái niệm cơ bản liên quan đến quỹ đạo Kepler được định nghĩa như sau:
| Khái niệm                  | Ký hiệu                   | Định nghĩa |
| -------------------------- | ------------------------- | --- |
| Cận điểm quỹ đạo           | P                         | điểm trên quỹ đạo gần vật B nhất. |
| Viễn điểm quỹ đạo          | A                         | điểm trên quỹ đạo xa vật B nhất. |
| Điểm nút lên của quỹ đạo   | ☊                         | giao điểm của quỹ đạo với mặt phẳng tham chiếu, khi vật m đi từ hướng Nam lên hướng Bắc.                                                       |
| Điểm nút xuống của quỹ đạo | ☋                         | giao điểm của quỹ đạo với mặt phẳng tham chiếu, khi vật m đi từ hướng Bắc xuống hướng Nam.                                                     |
| Điểm xuân phân             | {\displaystyle \Upsilon } | một hướng tùy chọn trên mặt phẳng tham chiếu. Trong Hệ Mặt Trời, hướng này là phương nối Mặt Trời và Trái Đất khi Trái Đất ở vị trí xuân phân. |

### Tham số Kepler
Vì quỹ đạo Kepler có 7 bậc tự do (3 thành phần của vị trí, 3 thành phần vận tốc cộng với thời gian), chúng ta có thể miêu tả quỹ đạo Kepler bằng một nhóm 6 tham số cộng với thời gian. Có nhiều cách chọn 6 tham số này.
Một lựa chọn truyền thống cho các tham số quỹ đạo Kepler trong thiên văn học là các tham số Kepler, đặt tên theo Johannes Kepler và các định luật của ông. Chúng gồm:
| Tham số                         | Ký hiệu | Định nghĩa                                                                             | Ý nghĩa                                              |
| ------------------------------- | ------- | -------------------------------------------------------------------------------------- | ---------------------------------------------------- |
| Độ nghiêng quỹ đạo              | i       | góc giữa mặt phẳng quỹ đạo và mặt phẳng tham chiếu                                     | ấn định mặt phẳng quỹ đạo                            |
| Kinh độ của điểm nút lên        | Ω       | góc giữa điểm mọc quỹ đạo và điểm xuân phân trên mặt phẳng tham chiếu                  | ấn định mặt phẳng quỹ đạo                            |
| Acgumen của cận điểm            | ω       | góc giữa điểm nút lên của quỹ đạo và cận điểm quỹ đạo trên mặt phẳng quỹ đạo           | ấn định phương hướng quỹ đạo trong mặt phẳng quỹ đạo |
| Độ lệch tâm hay tâm sai quỹ đạo | e       | độ lệch tâm của hình elíp miêu tả quỹ đạo                                              | hình dáng quỹ đạo                                    |
| Chu kỳ quỹ đạo                  | T       | thời gian vật m hoàn thành 1 vòng quay quanh quỹ đạo                                   | năng lượng hệ                                        |
| Góc cận điểm thực               | f       | góc giữa vật m và cận điểm quỹ đạo có đỉnh là tiêu điểm quỹ đạo trên mặt phẳng quỹ đạo | xác định vị trí của vật m trên quỹ đạo               |

Nhiều khi, bán trục lớn được dùng thay cho chu kỳ quỹ đạo.
| Tham số      | Ký hiệu | Định nghĩa                                                 | Ý nghĩa            |
| ------------ | ------- | ---------------------------------------------------------- | ------------------ |
| Bán trục lớn | a       | 1/2 khoảng cách giữa cận điểm quỹ đạo và viễn điểm quỹ đạo | kích thước quỹ đạo |

Bán trục lớn có thể được tính dựa vào 6 tham số Kepler chính thống.
Các hành tinh trong Hệ Mặt Trời thực tế không phải là hình cầu hoàn hảo, nên các tham số quỹ đạo của chúng, khi bay quanh Mặt Trời, có thể thay đổi chậm theo thời gian, do các nhiễu loạn hay thậm chí các hiệu ứng tương đối tính.